# PLC (računalo)
PLC (eng. programmable logic controller) je programirljivi logički kontroler, tj. industrijsko računalo koje se sastoji od memorije, procesora, industrijskih ulaza i izlaza; ulazi nisu tipkovnica i miš, nego tipkala i sklopke, ili razne vrste pretvornika ili senzora.
PLC se najviše koristi kao osnovni dio upravljačkih automatskih sustava u industriji. Njegov program, odnosno algoritam, se može jednostavno mijenjati te je pogodan za brza rješenja i aplikacije. Dio je mnogobrojnih strojeva i procesa u industriji.
PLC je digitalno računalo, njegov program se izvršava ciklično i sastoji se od tri faze:
- čitanje ulaznih varijabli
- izvršavanje programskog koda
- ispisivanje rezultata logičkih operacija na izlaze

Program se pamti u unutrašnjoj memoriji uređaja i kad on ostane bez napajanja. Projektiran je za teške uvjete rada, otporan na vibracije, temperaturne promjene i električne smetnje.